# Yamia bundokalbo
Yamia bundokalbo is een spinnensoort uit de familie van de vogelspinnen. De soort komt alleen voor in de Filipijnen. Yamia bunokalbo is een bruin behaarde vogelspin van gemiddelde grootte. De naam bundokalbo is een samenstelling van de Tagalog woorden "kalbo" (kale) en "bundok" (berg).

## Bron
- A.T. Barrion en J.A. Litsinger, Riceland Spiders of South and Southeast Asia, International Rice Research Institute (1995)